# Frida Wenngren
Elfrida Maria "Frida" Wenngren, född Nilsson 21 november 1885 i Turinge socken i Södermanland, död 12 november 1960 i Enskede, var en svensk målare.
Wenngren började måla som konstnär i mitten av 1940-talet och medverkade under 1950-talet i Liljevalchs Stockholmssalonger. Hennes konst består av fågelstudier samt blomsterstilleben.